# قصبة آيت يحيى أوعلا
قصبة آيت يحيى أوعلا، وتلقب أيضا بالميكسيك، هو دوار مغربي مجمع ومركز جماعة تيڭريڭرة ذات الطابع القروي، يبعد عن مدينة أزرو بأربعة كيلوميارت. يقع هذا الدوار بإقليم إفران بجهة فاس مكناس، وينتمي إلى دائرة أزرو، جماعة تيڭريڭرة، مشيخة آيت يحيى أوعلا، يبلغ عدد سكانه  حسب إحصاء سنة 2014 للسكن والسكنى 2819 نسمة. 

## السكان[1]
- عدد السكان:2819
- عدد الأسر: 611
- معدل البطالة: 36,9 %
- السكان بدون مستوى دراسي: 40,4 %
- معدل البطالة: 23,2 %
- معدل الأمية: 45,8
- الاسر المزودة بالكهرباء: 80,9 %
- الأسر المزودة بالماء الصالح للشرب عبر الشبكة العمومية: 71,5 %
- الأسر المزودة بنظام الصرف الصحي عبر الشبكة العمومية: 70,4 %
- الأسر المزودة بالإنترنت: 11,1[1]

## معرض الصور

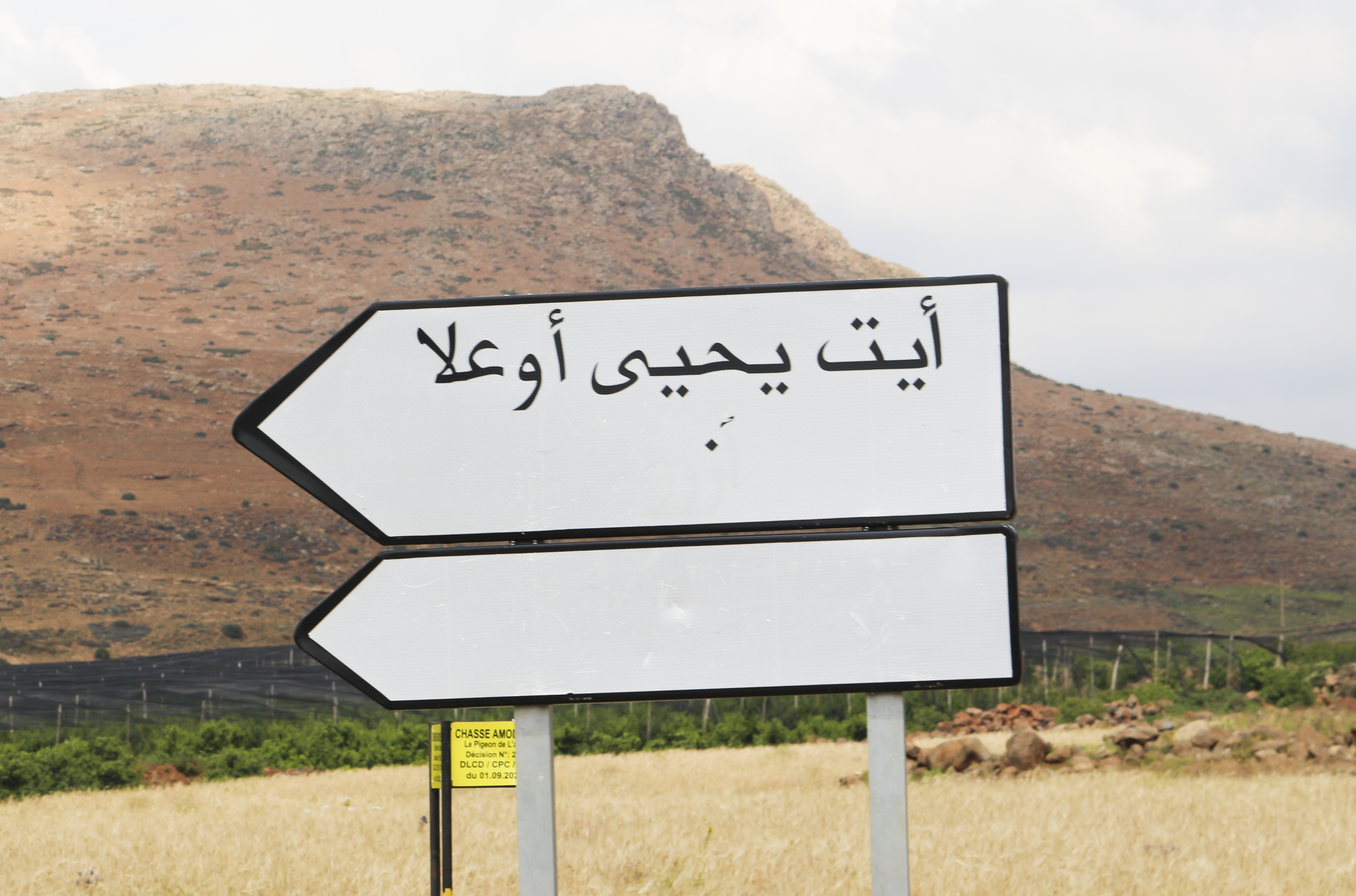